# 다미르 쇼브시치
다미르 쇼브시치(크로아티아어: Damir Šovšić, 1990년 2월 5일 ~ )는 보스니아 헤르체고비나 출생 크로아티아의 축구 선수로 현재 대한민국 K리그2의 천안 시티에서 미드필더로 활동 중이며 K리그 등록명은 다미르이다.

## 축구인 생활

### 클럽
2017년 수원 삼성에 입단하였다. 수원 입단 테스트 당시 등번호 66번을 달고 나오면서 팬들로부터 '육육이'라는 별명을 얻기도 하였으며, 입단 후 별명과 같은 등번호 66번을 배정받았다. 수원 삼성 블루윙즈에 1년 계약을 맺었다.
그 후, 천안 시티 FC 이적을 통해 K리그로 다시 돌아왔다.